# ハルカミライ (感覚ピエロの曲)
ハルカミライ は、日本のロックバンド感覚ピエロの4作目の配信シングル。

## 概要
- 感覚ピエロ4作目の配信シングル。
- この楽曲が感覚ピエロ初のアニメタイアップとなった。
- 感覚ピエロ初のCDシングル「#HAL」の一曲目に収録されている。
- このタイアップがきっかけとなり、ブラッククローバー第6クールオープニングも担当することになった[1]。
- 同アニメの最終回の挿入歌として、「ハルカミライ last page ver.」も新たに書き下ろされ[2][3]、2023年1月17日にリリックビデオが公開された。

## 収録曲
作詞:秋月琢登作曲:秋月琢登/横山直弘編曲:感覚ピエロ
1. ハルカミライ [2:59]

- テレビ東京系列アニメ「ブラッククローバー」第1クールオープニングテーマ[4][5]。

## last page ver.
ハルカミライ last page. (original edit ver.)は、2023年1月17日にミュージックビデオが公開された後、同年3月14日に19作目の配信シングルとしてJIJI Recordsよりリリースされた。